# Sack (Einheit)
Der Sack war ein altes Getreidemaß und Wollmaß. Auch Waren, wie Kohle, wurden nach Sack berechnet. Im Handel mit Fellen wurden diese mit Sack als ein Stückmaß geordert. Viele Schüttgüter wurden im Sack mit festgelegtem Gewicht oder Volumen gehandelt. Beispiel: 1 Sack mit Mehl entsprach 159–200 Liter, 1 Sack Korinthen 140 Pfund. Bei Kaffee im Sack schwankte das Maß zwischen 100 und 160 Pfund.
Große regionale Abweichungen und verschiedene Teilungen in kleineren Maßen machen diese Einheit schwer vergleichbar. Der Sack gehört zu den größeren Maßeinheiten. Viele Maße wurden mit dem Amsterdamer (81 Liter) und dem Rotterdamer Sack verglichen. In Genf nannte man den Sack auch Coupe. In Dordrecht gab es einen kleinen mit 4597 und große Sack mit 6130 Pariser Kubikzoll.

## Getreidemaß
In den Niederlanden war Sack/Mudde/Zak im Hektoliterbereich und mit unterschiedlichen Werten
- 1 ¼ Sack = 1 Mudden
- 1 Sack = 3 Schepel =  12 Vierdevats = 96 Kops = 4087 Pariser Kubikzoll

In England war der Sack = 3 Bushel. 12 Säcke waren das Chaldron oder 36 Bushel
Das Bushel entsprach 46,13 Liter = 2325,584 Pariser Kubikzoll. Bushell war in gestrichen und gehäuft zu unterscheiden.
Meschok bedeutet im russischen Sack und war auch gleichzeitig ein russisches Volumenmaß, das als Gewichtsmaß verwendet wurde. Als Getreidemaß wurde es auch für Grütze und Mehl verwendet. Ein Meschok veranschlagte man mit 5 Pud, etwa (1 Pud mit 16,38 kg angenommen) 82 Kilogramm.

## Wollmaß
In London galt
- 1 Last Wolle = 12 Sack
- 1 Serpler = 2 ¼ Sacks

In den Niederlanden war
- 1 Sack = 2 Weys = 13 Tod = 26 Stones = 52 Nails

## Stückmaß
Im Handel mit Rauchwaren waren Sack und Tafel eine bestimmte Anzahl von zusammengenähten Fellen. Für Tafel kann auch der Begriff „Futter“ verwendet werden. Der Sack ist nicht gleich dem Behältnis Sack, sondern entspricht immer der Menge an Fellen, die für einen Herrenpelz (pelzgefütterter Herrenmantel) benötigt wird. Je kleiner das Tier ist, desto größer ist die Stückzahl der erforderlichen Felle. Tafel oder Futter ist immer kleiner als der Sack.
Der Name Sack rührt daher, dass die heute flach angelieferten Pelzfutter früher an den Längsseiten zusammengenäht (sogenannte Rotunde) und unten zugenäht wurden, so dass sich die Form eines Sacks ergab.
Beispiele:
- 1 Sack Bisamratten oder Iltisschwänze in Leipzig = 100 Stück
- 1 Sack Feh oder Fehschwänze in Leipzig = 100 Stück
- 1 Sack Fehrücken = 160 Stück
- 1 Sack Grauwerk = 100 Felle
- 1 Sack Hamster = 90 Felle = 2 Tafeln
- 1 Sack Hasenfelle in Frankreich = 104 Stück
- 1 Sack Hasenseiten und Bauchseiten = 48 Stück
- 1 Sack Hasenrücken = 24 Stück
- 1 Sack Hermelin = 160 Stück
- 1 Sack Wölfe = 10 bis 12 Stück
- 1 Tafel Hamster = 30 bis 60 Stück
- 1 Tafel russische Maulwürfe = 40 bis 50 Stück (Angaben für Chinaexport)

Weitere Zählmaße im Rauchwarenhandel waren das Zimmer oder Vierziger mit 40 Stück und der Decher oder Zehnling, Busche, Bündel oder Büsch mit 10 Stück. Aber ein Bündel hatte auch 20 Stück und Busche waren 6 Stück.

## Kohlenmaß
Der Sack als Kohlenmaß war in den Bergwerken und Eisenhütten ein wichtiges Maß mit regionaler Abweichung in der Größe.
- Steiermark
  - Frauentaler Messingfabrik 1 Sack = 22,5 Kubikfuß (Wiener = 31.585,111 Liter)[4] = etwa 710,66 Liter
- Land Tirol
  - alle Hüttenwerke 1 Sack = 5,041 Kubikfuß (Wiener = 31.585,111 Liter) = etwa 159,22 Liter

Auch als Hüttensack war das Maß in Anwendung. Im deutschen Wörterbuch wird er als Maß für Holzkohle angegeben.
- Steiermark
  - Kupfer- und Schwefelwerk in Öblarn 1 Hüttensack = 24,335 Kubikfuß (Wiener = 31.585,111 Liter) = etwa 768,62 Liter
- Salzburger Land
  - Eisenwerke im Land 1 Hüttensack = 25,205 Kubikfuß (Wiener = 31.585,111 Liter) = etwa 796,10 Liter

In Ungarn
- 12 Sack Kohlen = 1 Karren

- Genua 1 Sacco = 3 Misure = 157,75 Liter[5]

## Salzmaß
Salzmaß in Hall:
- 1 Sack = 150 Pfund (Wiener) = 84,009 Kilogramm

Das Maß wich von den in Salzburger und bairischen Salzbergwerken gebräuchlichen Maßen ab.
Der Salzhandel mit der Schweiz erfolgte aber in sogenannten Röhrli oder Salzfässli (schwere und gleichförmig längliche Fässer).